# Prymasowska Seria Biblijna

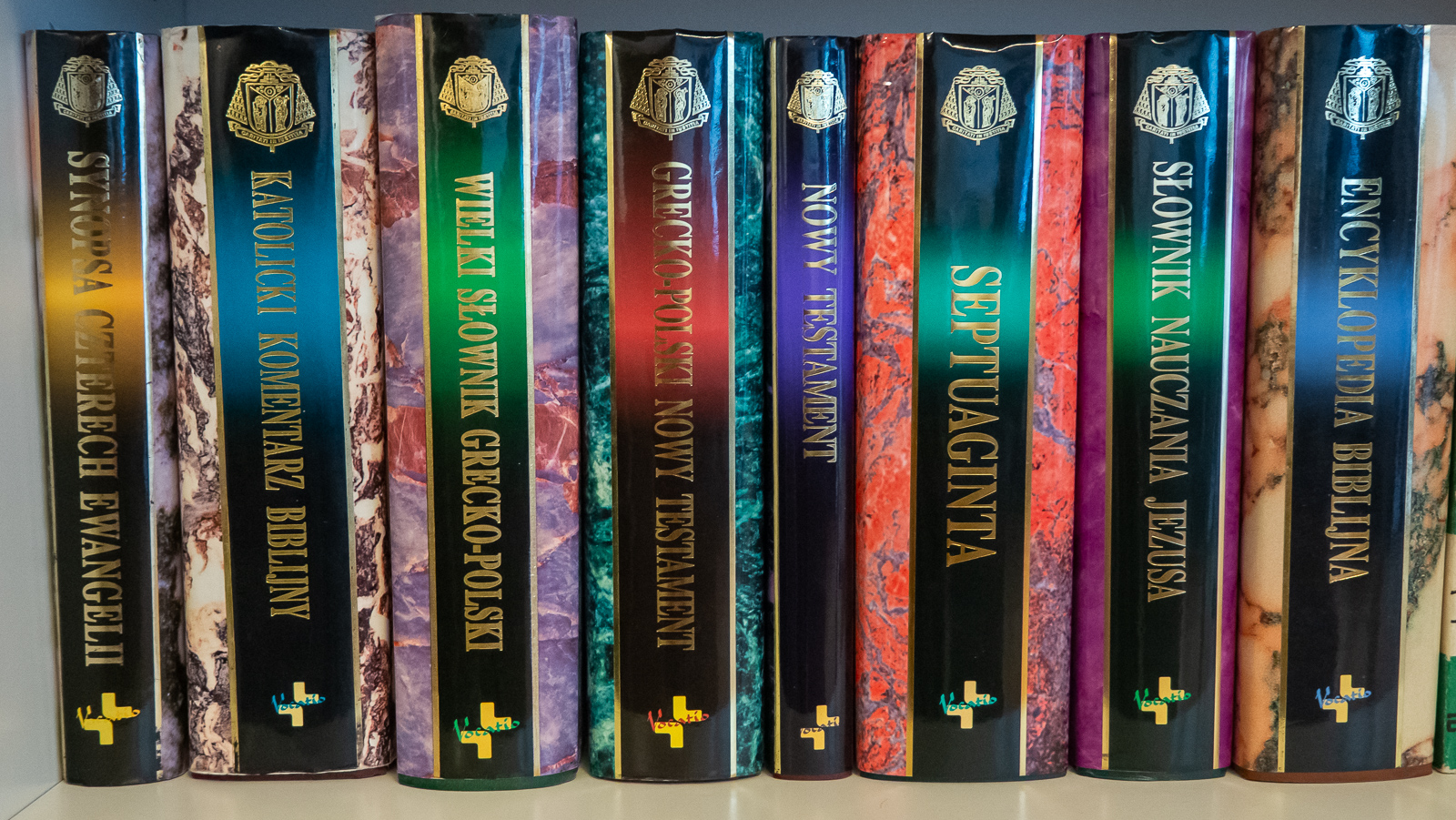
Grzbiety wybranych tomów Prymasowskiej Serii Biblijnej

Prymasowska Seria Biblijna – zbiór publikacji poświęconych biblistyce, ukazujących się od 1994 nakładem Oficyny Wydawniczej Vocatio. 
W ramach serii ukazują się:
- przekłady Biblii na język polski, m.in. interlinearne przekłady Starego i Nowego Testamentu,
- słowniki i leksykony,
- konkordancje biblijne (do Biblii Tysiąclecia oraz Biblii warszawskiej)
- komentarze,
- tablice i atlasy.

Pomysłodawcą Prymasowskiej Serii Biblijnej oraz redaktorem naukowym wielu jej tomów był Waldemar Chrostowski. Patronem serii został prymas Polski kardynał Józef Glemp. Za Prymasowską Serię Biblijną wydawca otrzymał nagrodę Stowarzyszenia Wydawców Katolickich Feniks 2006, a także Diamentowy Feniks w 2014. Serii patronuje Ministerstwo Kultury i Dziedzictwa Narodowego.

## Zawartość serii
Lista książek wydanych w serii w układzie chronologicznym.
| Nr | Tytuł polski | Tytuł oryginalny | Autor lub gł. redaktor | Rok wydania | Liczba stron |
| -- | --- | --- | --- | ----------- | ------------ |
| 1  | Grecko-polski Nowy Testament. Wydanie interlinearne z kodami gramatycznymi                                                                            | - | Remigiusz Popowski SDB, Michał Wojciechowski (przekł.)                                                                                              | 1994        | 1236         |
| 2  | Wielki atlas biblijny | The Times Concise Atlas of the Bible | James B. Pritchard (red. naukowa), Waldemar Chrostowski (konsult. nauk. wyd. polskiego)                                                             | 1994        | 152          |
| 3  | Wielki słownik grecko-polski Nowego Testamentu. Wydanie z pełną lokalizacją greckich haseł, kluczem polsko-greckim oraz indeksem form czasownikowych  | - | Remigiusz Popowski SDB | 1994        | 938          |
| 4  | Konkordancja Starego i Nowego Testamentu do Biblii Tysiąclecia                                                                                        | The Complete Concordance of the Old and New Testament of the Millenium Catholic Bible Translation                                                                      | Jan Flis | 1995        | 2840         |
| 5  | Słownik wiedzy biblijnej | The Oxford Companion to the Bible | Bruce M. Metzger, Michael D. Coogan (red. nauk.), Waldemar Chrostowski (konsult. wyd. polskiego),                                                   | 1996        | 946          |
| 6  | Synopsa czterech Ewangelii | - | Michał Wojciechowski (przekł. i oprac.) | 1997        | 493          |
| 7  | Słownik grecko-polski Nowego Testamentu | - | Remigiusz Popowski SDB | 1997        | 380          |
| 8  | Wielkie wydarzenia czasów biblijnych | Great Events of Bible Times | Bruce Metzger, David Goldstein, John Ferguson (konsult. nauk.), Waldemar Chrostowski (konsult. wyd. polskiego)                                      | 1998        | 200          |
| 9  | Encyklopedia biblijna | The HarperCollins Bible Dictionary | Paul J. Achtemeier (red. nauk.) | 1998        | 1408         |
| 10 | Biblia w przekładzie księdza Jakuba Wujka z 1599 r. Transkrypcja typu „B " oryginalnego tekstu z XVI w. i wstępy                                      | - | Janusz Frankowski (red. nauk. i wstępy) | 1999        | 2426         |
| 11 | Atlas biblijnej Jerozolimy | The Atlas of Biblical Jerusalem | Dan Bahat, Waldemar Chrostowski (oprac. wyd. polskiego)                                                                                             | 1999        | 48           |
| 12 | Podręczny słownik hebrajsko-polski i aramejsko-polski Starego Testamentu                                                                              | - | Piotr Briks | 1999        | 424          |
| 13 | Apokryfy Starego Testamentu | The Old Testament Apocrypha - 200BC-100AC | Ryszard Rubinkiewicz SDB (oprac. i wstępy) | 1999        | 456          |
| 14 | Hebrajsko-polski Stary Testament - Księga Rodzaju. Wydanie interlinearne z kodami gramatycznymi, transkrypcją oraz indeksem rdzeni                    | - | Anna Kuśmirek (przekł. i oprac) | 2000        | 220          |
| 15 | Nowy Testament. Przekład na Wielki Jubileusz Roku 2000                                                                                                | - | Remigiusz Popowski SDB (przekł., wprow. i przypisy)                                                                                                 | 2000        | 400          |
| 16 | Komentarz historyczno-kulturowy do Nowego Testamentu                                                                                                  | The IVP Bible Background Commentary: New Testament | Craig S. Keener, Krzysztof Bardski, Waldemar Chrostowski (red. nauk. wyd. polskiego)                                                                | 2000        | 660          |
| 17 | Katolicki komentarz biblijny | New Jerome Biblical Commentary | Raymond E. Brown SS, Joseph A. Fitzmyer SJ, Roland E. Murphy OCarm (red. nauk. wyd. oryginalnego), Waldemar Chrostowski (red. nauk. wyd. polskiego) | 2001        | 2264         |
| 18 | Leksykon biblijny | Lexicon zur Bibel | Fritz Rienecker, Gerhard Maier, Waldemar Chrostowski (red. nauk. wyd. polskiego)                                                                    | 2001        | 932          |
| 19 | Grecko-łacińsko-polska synopsa do 1 i 2 Księgi Machabejskiej                                                                                          | - | Stanisław Gądecki (przekł. i oprac.) | 2002        | 450          |
| 20 | Słownik symboliki biblijnej | Dictionary of Biblical Imagery | Leland Ryken, James C. Wilhoit, Tremper Longman III (red. nacz.), Waldemar Chrostowski (red. nauk. wyd. polskiego)                                  | 2003        | 1218         |
| 21 | Słownik antropologii Nowego Testamentu | - | Bogusław Widła | 2003        | 360          |
| 22 | Hebrajsko-polski Stary Testament - Pięcioksiąg. Przekład interlinearny z kodami gramatycznymi, transliteracją oraz indeksem rdzeni                    | - | Anna Kuśmirek (oprac. i wstęp) | 2003        | 866          |
| 23 | Komentarz żydowski do Nowego Testamentu | Jewish New Testament A Translation of the New Testament that expresses its Jewishness / Jewish New Testament Commentary A Companion Volume to the Jewish New Testament | David H. Stern | 2004        | 1264         |
| 24 | Komentarz historyczno-kulturowy do Biblii Hebrajskiej                                                                                                 | The IVP Bible Background Commentary: Old Testament | John H. Walton, Victor H. Matthews, Mark W. Chavalas                                                                                                | 2005        | 980          |
| 25 | Słownik hermeneutyki biblijnej | A Dictionany of Biblical Interpretation | R. J. Coggins, J. L. Houlden | 2005        | 952          |
| 26 | Słownik tła Biblii | Nelson's Illustrated Manners and Customs of the Bible | J.I. Packer, M.C. Tenney | 2007        | 584          |
| 27 | Hebrajsko-polski Stary Testament - Prorocy. Wydanie interlinearne z kodami gramatycznymi, transliteracją oraz indeksem słów hebrajskich i aramejskich | Hebrew - Polish Interlinear Edition of Books of Prophets | Anna Kuśmirek (oprac. i wstęp), | 2008        | 1600         |
| 28 | Nowy Testament dla moderatorów | The Serendipity New Testament | Remigiusz Popowski SDB, Lyman Coleman | 2008        | 696          |
| 29 | Grecko - polski słownik syntagmatyczny Nowego Testamentu                                                                                              | - | Remigiusz Popowski SDB | 2008        | 1200         |
| 30 | Wielki słownik hebrajsko-polski i aramejsko-polski Starego Testamentu                                                                                 | The Hebrew and Aramaic Lexicon of the Old Testament | Ludwig Koehler, Walter Baumgartner, Johann Jakob Stamm                                                                                              | 2008        | 920+944      |
| 31 | Grecko-polski Stary Testament - Księgi Greckie. Przekład interlinearny z kodami gramatycznymi i indeksem form podstawowych                            | - | Michał Wojciechowski | 2008        | 817          |
| 33 | Onomastykon Biblii Hebrajskiej i Nowego Testamentu | - | Krzysztof Sielicki | 2009        | 375          |
| 32 | Hebrajsko-polski Stary Testament - Pisma. Wydanie interlinearne z kodami gramatycznymi, transkrypcją oraz indeksem słów hebrajskich i aramejskich     | - | Anna Kuśmirek (oprac. i wstęp) | 2010        | 1056         |
| 34 | Słownik teologii św. Pawła | Dictionary of Paul and His Letters | Gerald F. Hawthorne, Ralph P. Martin, Daniel G. Reid                                                                                                | 2010        | 1020         |
| 35 | Trudne fragmenty Biblii | Hard Sayings of the Bible | Walter C.Kaiser Jr., Peter H.Davids, F.F. Bruce, Manfred T.Brauch                                                                                   | 2011        | 776          |
| 36 | Księga Psalmów. Nowy Przekład Dynamiczny | - | Anna Horodecka, Jurij Gołowanow wraz z Zespołem Redakcyjnym NPD (przekład i adaptacja dynamiczna)                                                   | 2012        | 297          |
| 37 | Septuaginta czyli Biblia Starego Testamentu wraz z księgami deuterokanonicznymi i apokryfami                                                          | - | Remigiusz Popowski SDB | 2013        | 1638         |
| 38 | Onomastykon Septuaginty | - | Remigiusz Popowski SDB | 2013        | b.d.         |
| 39 | Słownik późnych ksiąg Nowego Testamentu i pism Ojców Apostolskich                                                                                     | Dictionary of the Later New Testament & Its Developments | Ralph P. Martin, Peter H. Davids | 2014        | 1248         |
| 40 | Grecko-polski Nowy Testament. Wydanie interlinearne z kluczem gramatycznym, z kodami Stronga i Popowskiego oraz pełną transliteracją greckiego tekstu | - | Remigiusz Popowski SDB, Michał Wojciechowski (przekł.)                                                                                              | 2014        | 1440         |
| 41 | Septuaginta, czyli Grecka Biblia Starego Testamentu wraz z księgami deuterokanonicznymi i apokryfami żydowskimi oraz onomastykonem                    | - | Remigiusz Popowski SDB | 2014        | b.d.         |
| 42 | Grecko-polski słownik Stronga z lokalizacją słów greckich i kodami Popowskiego                                                                        | A Concise Dictionary of the Words in the Greek New Testament | James Strong | 2015        | 864          |
| 43 | Biblia pierwszego Kościoła | - | Remigiusz Popowski | 2016        | 1568         |
| 44 | Słownik nauczania Jezusa oraz tematów czterech Ewangelii                                                                                              | Dictionary of Jesus and the Gospels (second edition) | Joel B. Green, Jeannine K. Brown, Nicholas Perrin                                                                                                   | 2017        | 1040         |
| 45 | Hebrajsko-polski i aramejsko-polski słownik Stronga z lokalizacją słów hebrajskich i aramejskich oraz kodami Baumgartnera                             | Strong’s Exhaustive Hebrew Concordance of the Bible | James Strong | 2017        | 1200         |
| 46 | Odwrotny indeks Stronga z alfabetyczną listą polskich haseł do słowników Stronga: grecko-polskiego, hebrajsko-polskiego i aramejsko-polskiego         | - | Rafał Paprocki (red.) | 2018        | 1200         |
| 47 | Biblia Hebrajska. Księgi protokanoniczne Starego Testamentu II/2d. Księga Dwunastu (Prorocy mniejsi)                                                  | Biblia Hebraica quinta editione cum apparatu critico novis curis elaborato. The Twelve Minor Prophets.                                                                 | Waldemar Chrostowski | 2021        | 368          |
| 48 | Ilustrowana Biblia Pierwszego Kościoła | - | Remigiusz Popowski SDB | 2021        | 1834         |
| 49 | Kanon Biblii – źródła, przekaz, znaczenie | The Biblical Canon. Its Origin, Transmission, and Authority | Lee Martin McDonald | 2021        | 601          |

W podobnej szacie graficznej ukazały się następujące pozycje:
| Tytuł polski                                                    | Tytuł oryginalny | Autor lub gł. redaktor                                          | Rok wydania | Liczba stron |
| --------------------------------------------------------------- | --- | --------------------------------------------------------------- | ----------- | ------------ |
| Encyklopedia Kościoła                                           | The Oxford Dictionary of the Christian Church | Frank L. Cross, Elizabeth A. Livingstone                        | 2004        | 1295+1279    |
| Chrześcijańskie tablice encyklopedyczne 1. Tablice biblijne     | b.d. | John H. Walton, H. Wayne House, Robert L. Thomas, Randall Price | 2008        | 528          |
| Chrześcijańskie tablice encyklopedyczne 2. Teologia i filozofia | b.d. | M. James Sawyer, H. Wayne House, Milton D. Hunnex, i in.        | 2008        | 864          |
| Chrześcijańskie tablice encyklopedyczne 3. Kościoły Zachodnie   | Chronological and Background Charts of Church History; Charts of Ancient and Medieval Church History; Charts of Reformation and Enlightenement Church History; Timeline Charts of the Western Church | Robert C. Walton, John D. Hannah, Susan Lynn Peterson           | 2008        | 856          |